# 15 cm schwere Feldhaubitze 13
A 15 cm schwere Feldhaubitze 13 (rövidítve 15 cm s. F.H. 13 vagy 15 cm sFH 13, magyarul 15 cm-es nehéz tábori tarack 13) egy nehéz tábori tarack volt, melyet Németország használt az első és a második világháborúban.

## Történet
A löveget többféle változatban gyártották, az eredeti változat a „kurz”, azaz rövid csövű változat (L/14 űrmérethosszúságú); később az lg. sFH 13 hosszabb lövegcsővel; és az lg. sFH 13/02 a gyártást elősegítő módosításokkal.
A tarackok nagy előnye volt, hogy könnyen mozgathatóak voltak, ám nagy tűzerővel bírtak, így a németek komoly tűztámogatást biztosíthattak katonáiknak a frontvonalon, ráadásul az első világháború korai szakaszában sem a franciák, sem a britek nem rendelkeztek hasonló fegyverekkel. Ez az előny csupán az 1915-ös év végéig tartott, mikoris a britek elkezdték bevetni saját 6 inches 26 mázsás tarackjaikat.
A lövegek eljutottak Belgiumba és Hollandiába is a háború után jóvátétel gyanánt, ahonnan a Wehrmacht kezébe kerültek a második világháború során, majd 15 cm sFH 409(b) és 406(h) jelöléssel állították ismét hadrendbe őket.

## Fordítás
- Ez a szócikk részben vagy egészben  a(z)   15 cm sFH 13 című angol Wikipédia-szócikk ezen változatának fordításán alapul.  Az eredeti cikk szerkesztőit annak laptörténete sorolja fel. Ez a jelzés csupán a megfogalmazás eredetét és a szerzői jogokat jelzi, nem szolgál a cikkben szereplő információk forrásmegjelöléseként.